# Clyster rosaemariae
Clyster rosaemariae är en skalbaggsart som beskrevs av Dupuis 2002. Clyster rosaemariae ingår i släktet Clyster och familjen Dynastidae. Inga underarter finns listade i Catalogue of Life.